# Chelicerca maxima
Chelicerca maxima is een insectensoort uit de familie Anisembiidae, die tot de orde webspinners (Embioptera) behoort. De soort komt voor in Mexico (Guerrero).
Chelicerca maxima is voor het eerst wetenschappelijk beschreven door Ross in 1984.